# Xerotyphlops vermicularis
Espèce
Synonymes
- Anguis lumbricalis Daudin, 1803
- Typhlops vermicularis Merrem, 1820
- Typhlops flavescens Bibron & Bory in Bory, 1833
- Typhlops syriacus Jan in Jan & Sordelli 1864
- Typhlops persicus Blanford, 1874

Xerotyphlops vermicularis est une espèce de serpents de la famille des Typhlopidae.

## Répartition
Cette espèce se rencontre, :
- en Albanie, au Monténégro, au Kosovo, en Serbie, en Macédoine, en Bulgarie, en Grèce, en Roumanie, dans le sud de la Russie, en Arménie, en Azerbaïdjan, en Géorgie, en Turquie et à Chypre ;
- en Syrie, en Israël, au Liban, en Jordanie, en Irak, en Iran, dans le sud du Turkménistan, au Tadjikistan, au Kazakhstan, en Ouzbékistan et en Afghanistan ;
- en Égypte.

Sa présence est incertaine au Pakistan.
Il vit dans les collines et les zones de basses altitudes, sur des pentes sèches occupées par les buissons et les rochers et sur lesquelles se développe une végétation herbacée clairsemée. Il est aussi présent dans les garrigues méditerranéennes et les zones agricoles rurales, ainsi que dans les steppes pas trop arides. Du niveau de la mer jusqu'à 1600 m d'altitude, exceptionnellement jusqu'à 2169 m.

## Étymologie
Le nom de cette espèce, vermicularis, vient du latin vermiculus, « vermisseau », car c'est un petit serpent long et fin.

## Description

### Tailles

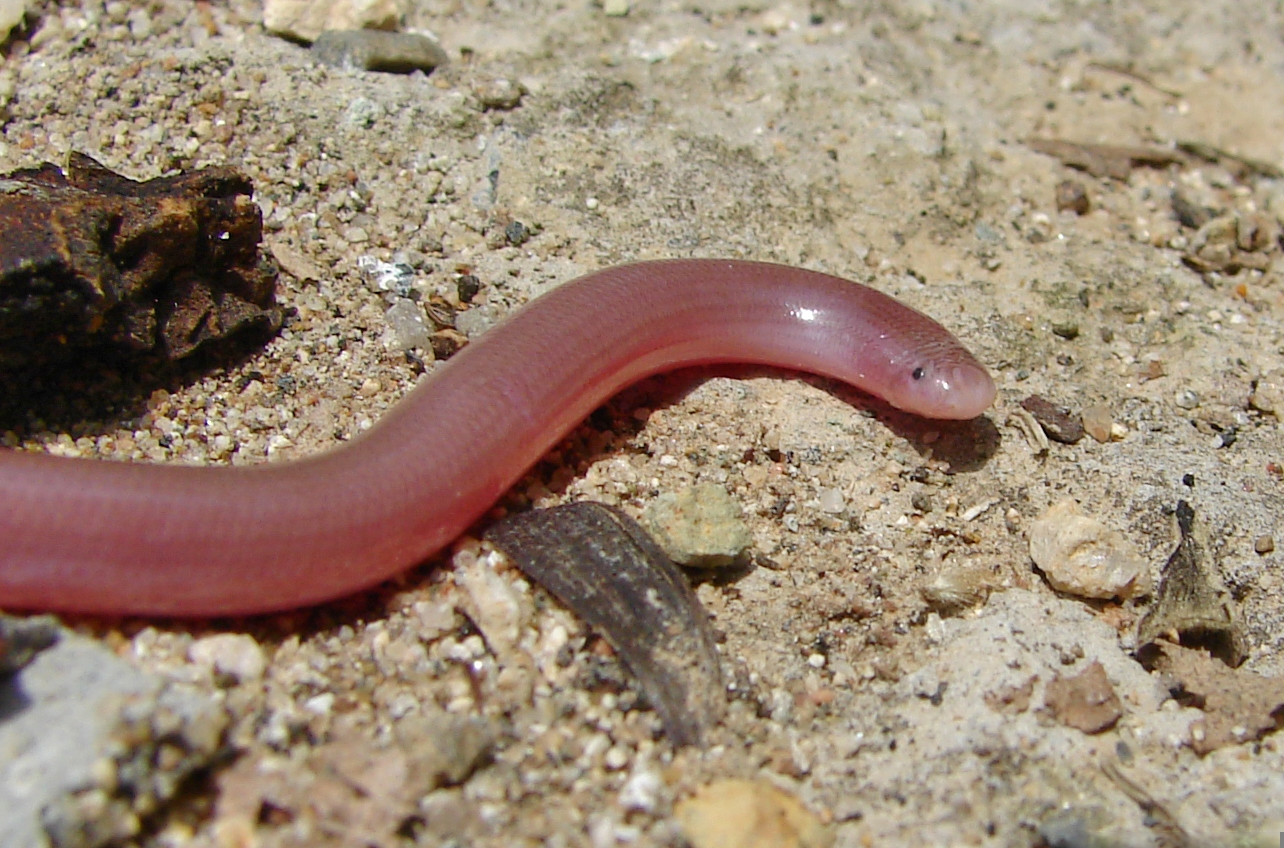
Xerotyphlops vermicularis

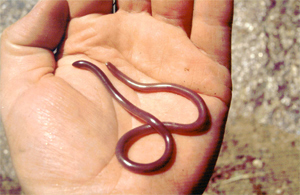
Xerotyphlops vermicularis

Il ne mesure généralement que de 18 à 30 cm mais peut mesurer jusqu'à 36,5 cm. Son diamètre ne mesure généralement que de 2,5 à 5,5 mm.

### Alimentation
Il consomme avant tout des fourmis, y compris leurs œufs, leurs larves et leurs nymphes ; également d'autres petits insectes, des myriapodes et des vers de petite taille.

### Reproduction
Il pond de 2 à 6 œufs allongés, l'éclosion se produit fin septembre.

### Identification
Sa morphologie rappelle celle d'un ver de terre : tête émoussée, non séparée du corps, avec des yeux minuscules en forme de points sombres placés sur la face supérieure de la tête. Corps cylindrique légèrement aplati. Tout autour du corps, de petites écailles luisantes et arrondies, lisses et de taille sensiblement égale, disposées en 22-24 rangées. La queue, très courte et émoussée, se termine par une écaille caudale en forme d'épine qui peut lui servir d'appui lors de la locomotion.
Sa coloration est brunâtre, rose ou chair rougeâtre. Le ventre est plus clair, laissant apercevoir les organes internes, les œufs ou les restes de nourriture.

### Mode de vie
Il vit dans un système de galeries souterraines et peut souvent être découvert en retournant des pierres. Il n'apparaît en surface que rarement et uniquement au crépuscule ou de nuit. Il est fréquemment observé sous les pierres au printemps. En été, quand le temps est trop chaud et trop sec, il disparaît profondément dans le sol et ne réapparaît qu'au printemps suivant. Il n'est alors plus possible de l'observer, même en retournant des pierres. Il observe un repos hivernal : de 2 à 6 mois, selon la région et l'altitude.

### Venimosité
Il est inoffensif pour l'Homme.

## Publications originales
- Daudin, 1803 : Histoire Naturelle, Générale et Particulière des Reptiles; ouvrage faisant suit à l'Histoire naturelle générale et particulière, composée par Leclerc de Buffon; et rédigee par C.S. Sonnini, membre de plusieurs sociétés savantes, vol. 7, F. Dufart, Paris, p. 1-436 (texte intégral).
- Merrem, 1820 : Versuch eines Systems der Amphibien I (Tentamen Systematis Amphibiorum). J. C. Krieger, Marburg, p. 1-191 (texte intégral).